# Makedón jegenyefenyő

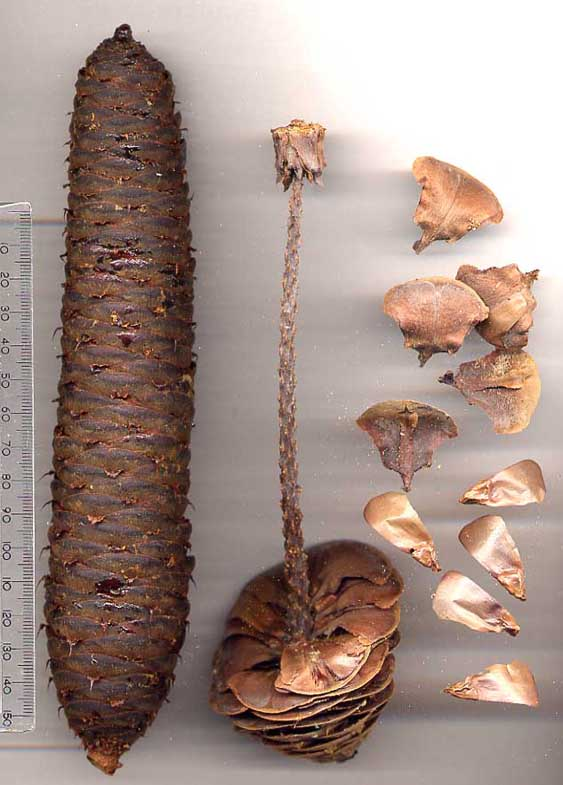
Széthulló toboza

A makedón jegenyefenyő, avagy tudományos neve szerint Borisz király-jegenyefenyő, (Abies borisii-regis), esetleg Borisz-jegenyefenyő a Balkán-félszigetről származó, Magyarországon dísznövényként szórványosan kapható fenyőféle. Egyes szerzők, Tudományos nevét III. Borisz bolgár cárról kapta, mert az ő uralkodása alatt írták le önálló fajként.

## Származása, elterjedése
A Balkán-hegységben és a kelet-balkáni hegyvidéken Bulgáriában, Makedóniában és Észak-Görögországban (így az Olümposzon is) 450–1700 m között él; legnyugatabbra a Rigómező környékén (Koszovóban, a Restelicka-folyó mentén) található. Elterjedési területének déli részén a közönséges jegenyefenyővel (Abies alba) és a görög jegenyefenyővel (Abies cephalonica) nő együtt, ezért számos kutazó e két faj természetes kereszteződésének (Abies alba x Abies cephalonica) tartja.

## Megjelenése, felépítése
Mintegy 20–40 m magasra növő karcsú koronájú fa. A kérge sokáig sima, majd megszürkül, és nagy, kemény pikkelyekben leválik. Érett termő hajtásai csaknem csontfehérek.
A 2–4,2 cm hosszú tűlevelei az alsó hajtásokon két oldalra hajlanak, felül pedig előre. A levelek csúcsa lekerekedő vagy finoman kicsípett, a fonákuk légzőnyílások közti viaszcseppektől szürkésfehér. A felső ágakon a tűk felhajlók, rövidek, szúrósak; a csúcs közelében a színi oldalon is van egy sor légcserenyílásuk.
A 8–16 cm-es, vékony tobozai hengeresek; felleveleik kiállók, zöldek vagy bordós árnyalatúak, éretten barnák.

## Életmódja, élőhelye
Meszes talajon is szépen fejlődik. Nem fagyérzékeny, és a késő tavaszi fagyok sem károsítják, mert későn fakad. A szárazságot jól tűri, de igazán jól csak nedvesebb környezetben gyarapodik.

## Fordítás
Ez a szócikk részben vagy egészben  az   Abies borisii-regis című angol Wikipédia-szócikk ezen változatának fordításán alapul.  Az eredeti cikk szerkesztőit annak laptörténete sorolja fel. Ez a jelzés csupán a megfogalmazás eredetét és a szerzői jogokat jelzi, nem szolgál a cikkben szereplő információk forrásmegjelöléseként.